# Cyclophyllidea
Cyclophyllidea ist eine Ordnung der Bandwürmer. Sie umfasst mehr als die Hälfte der bekannten Bandwürmer und ist damit die artenreichste Ordnung dieser Klasse. Viele Arten dieser Ordnung stellen klinisch bedeutsame Parasiten bei Mensch und Tier dar.

## Merkmale
Alle Cyclophyllidea besitzen viele Glieder (Proglottiden) und vier Saugnäpfe am Bandwurmkopf (Scolex). Die Genitalporen der Proglottiden sind zumeist einseitig ausgebildet, lediglich die Vertreter der Dilepididae haben beidseitig angeordnete Genitalporen. Hinter dem Eierstock befindet sich eine kompakte Dotterdrüse (Vitellarium).

## Systematik
Die Cyclophyllidea werden in mehrere Familien unterteilt (ausgewählte Familien, Gattungen und Arten):
- Familie Anoplocephalidae
  - Gattung Moniezia, Erreger der Monieziose der Wiederkäuer
  - Gattung Cittotaenia, Bandwürmer bei Hasenartigen und Vögeln
- Familie Catenotaeniidae
- Familie Davanineidae
- Familie Dilepidiadae
- Familie Dipylidiidae
  - Gattung Dipylidium, Erreger der Dipylidiose bei Carnivora
    - Gurkenkernbandwurm (Dipylidium caninum), weltweit, befällt Hund und Katze
    - Dipylidium oerleyi
    - Dipylidium porimamillanum
    - Dipylidium sexcoronatum

  - Gattung Joyeuxiella Fuhrmann, 1935
    - Joyeuxiella echinorhynchoides
    - Joyeuxiella pasqualei 
    - Joyeuxiella rossicum

  - Gattung Diplopylidium Beddard, 1913
    - Diplopylidium acanthotretum
    - Diplopylidium monoophorum
    - Diplopylidium noelleri
    - Diplopylidium quinquecoronatum
- Familie Gryporhynchidae
  - Gattung Parvitaenia Burt, 1940,
  - Gattung Valipora Linton, 1927
- Familie Hymenolepididae
  - Gattung Hymenolepis
    - Zwergbandwurm (Hymenolepis nana), Erreger der Hymenolepiasis, befällt Mensch und Nagetiere
- Familie Mesocestoididae (die Einbettung dieser Familie in die Ordnung Cyclophyllidea wird diskutiert)[1]
  - Gattung Mesocestoides, Erreger der Mesocetoidose und der Tetrahyidiose
    - Mesocestoides lineatus, europäische Art, befällt wild lebende Carnivora, Katze und Hund
    - Mesocestoides leptothylacus, europäische Art, befällt Rotfuchs, Katze und Hund
- Familie Paruterinidae, Parasiten bei Vögeln
- Familie Taeniidae
  - Gattung Taenia
    - Rinderbandwurm (Taenia saginata), weltweit, Erreger der T.-saginata-Taeniose des Menschen und der T.-saginata-Cysticercose des Rindes
    - Taenia asiatica, Süd- und Südostasien, befällt Mensch und Schwein, selten Rind
    - Schweinebandwurm (Taenia solium), Mittel- und Südamerika, Afrika, Asien, selten Süd- und Osteuropa

  - Gattung Echinococcus
    - Echinococcus canadensis
    - Echinococcus equinus
    - Echinococcus felidis
    - Dreigliedriger Hundebandwurm (Echinococcus granulosus)
    - Fuchsbandwurm (Echinococcus multilocularis)
    - Echinococcus oligarthra
    - Echinococcus ortleppi
    - Echinococcus shiquicus
    - Echinococcus vogeli

  - Gattung Hydatigera
    - Dickhalsiger Bandwurm (Hydatigera taeniaeformis) auch Katzenbandwurm genannt, befällt Katzen